# Інотешть
Інотешть, Інотешті (рум. Inotești) — село у повіті Прахова в Румунії. Входить до складу комуни Колчаг.
Село розташоване на відстані 61 км на північ від Бухареста, 25 км на схід від Плоєшті, 140 км на захід від Галаца, 96 км на південний схід від Брашова.

## Населення
За даними перепису населення 2002 року у селі проживали 2098 осіб, усі — румуни. Усі жителі села рідною мовою назвали румунську.